# Reino de Baol
Baol ou Bauol era um reino no que hoje é o centro do Senegal. Fundado no século XI, era vassalo do Império Jalofo antes de se tornar independente em meados do século XVI. O governante tinha o título de teinhe e reinava da capital em Lambaie. O reino abrangia uma faixa de terra que se estendia a leste do oceano e incluía as cidades de Tuba, Diurbel e Bacque. Ficava diretamente ao sul do Reino de Caior e ao norte do Reino de Sine.

## História
Não existem fontes escritas para o início da história de Baol, e mesmo as tradições orais são escassas. O primeiro tenhe de Baol registrado chamava-se Caiamanga Diata e era membro da matrilinhagem soninquê Uagadu, refletindo a influência que emanava do Império de Gana. Os sererês mudaram-se à região no século XI ou XII, fugindo da islamização no vale do rio Senegal. Os grupos uolofes chegaram gradualmente mais tarde. Em algum momento no início de sua história, Baol foi integrado ao Império Jalofo. A lenda de Andiadiane Andiaie, o primeiro burba jalofo, afirma que o governante de Baol se submeteu voluntariamente a ele, mas esta é provavelmente uma invenção posterior para celebrar a unidade do império. Muitas dos primeiras burbas vieram de linhagens maternas nativas de Baol, talvez se beneficiando da prestigiosa memória histórica de Gana. Alguns até usaram Lambaie como residência imperial. Os portugueses começaram a negociar na costa de Baol no século XV, trazendo principalmente cavalos e ferro.
Amari Angonê Sobel Fal, damel de Caior, e seu primo Maguinaque Jofe de Baol lutaram juntos na Batalha de Danqui (1549), onde derrotaram o burba e conquistaram a independência. Fal se tornou o primeiro damel-tenhe, reinando sobre ambos os reinos numa união pessoal e fundando a dinastia Fal. Por volta da virada do século XVI, Baol, ainda em grande parte sererê e animista e sob o reinado de tenhe Mafane Tiau, foi invadida pelo nominalmente islâmico Caior. Derrotados em batalha, alguns dos sacerdotes de Baol refugiaram-se com o maade de Salum, fundando a cidade de Caolaque.
Em 1697, tenhe Late Sucabe Fal conquistou Caior e construiu um Estado poderoso e centralizado apoiado por um exército armado com armas de fogo. Após sua morte, no entanto, doou cada reino a um filho separado, e a rivalidade entre eles continuou. Durante o século XVIII, o damel Maísa Teinde Ueji de Caior anexou Baol, mas o reino foi envolvido em uma disputa de sucessão após sua morte. Baol recuperou sua independência em 1756. A conquista francesa de Baol começou em 1859 sob o governador Louis Faidherbe. A maior parte de Baol foi conquistada em 1874, mas o controle completo do antigo reino só foi estabelecido em 1895, quando foi dividido em duas províncias. Sob o colonialismo, o muridismo, cujo fundador Amadu Bamba era um Baol-Baol, espalhou-se amplamente na região.

## Governo
Os sistemas sociais e políticos eram basicamente os mesmos de seu vizinho maior, Caior. O governo era composto pelos grandes eleitores que selecionavam o tenhe, uma burocracia escrava da coroa diretamente sob o rei, e representantes de cada uma das comunidades dependentes (pastores, pescadores, clérigos, castas e mulheres). O herdeiro do trono recebia o título de Tialao e governava a província de Salao.

## Economia e sociedade
Os principais portos marítimos do reino ficavam em Sali Portudal e Bur, dando aos nobres acesso a bens de luxo importados e armas de fogo que compravam com escravos saqueados de aldeias distantes ou na guerra. Baol era um reino jalofo, mas incluía grandes comunidades de saafis e outros grupos sererês.